# Brita Zackari
Brita Amanda Katarina Zackari, född 13 juni 1982 i Ytterboda utanför Umeå, är en svensk programledare, manusförfattare och tidigare fotomodell och copywriter.

## Biografi
Zackari, vars föräldrar är journalister, är utbildad på Berghs School of Communication och har tidigare arbetat som copywriter på reklambyrån McCann Stockholm. Hon har även arbetat med Nöjesguiden och Schulman Show. Tillsammans med sin make Kalle Zackari Wahlström, Mikael Syrén och Johan Johansson har hon skrivit manus till humorserien Söder om Folkungagatan, som hade premiär på Kanal 5 under 2014.
Under 2013 och 2014 var hon programledare för Rix Morronzoo tillsammans med Adam Alsing och Marko Lehtosalo. I januari 2015 meddelade Zackari att hon hade sagt upp sig från sitt jobb på Rix Morronzoo.
Hösten 2014 debuterade hon som tv-programledare tillsammans med Felix Herngren i TV3:s humorprogram Inte OK. Hösten 2015 var hon programledare för Flickvän på försök som visades i Sveriges Television. Samma år programledde hon Grym kemi på Utbildningsradion.
År 2017 var Zackari SVT:s åkande reporter i Vasaloppet. Inför loppet sändes även en serie program som följde hennes uppladdning, Vasaloppet med Brita Zackari. Samma år ledde hon också Svenska Idrottsgalans playsändning, som visades före och efter själva galan, tillsammans med Nassim Al Fakir. Tillsammans med maken Kalle Zackari Wahlström var hon år 2018 frontfigur i programserien Kalles och Britas sex liv där paret provade på sex olika livsstilar. Hösten 2019 sänder SVT serien Kalles och Britas hälsoresa där Brita och Kalle undersöker olika livsstilar och metoder för att få ett friskare och lyckligare liv.
År 2017 släpptes Brita Zackaris träningsbok Jag hatar att träna på Norstedts förlag. Boken är sprungen ur hennes Instagramkonto "i.hate.working.out" som hon startade för att skildra träning utan hets och press. I boken medverkar även hennes bror Johannes Zackari som är KBT-psykolog.
Brita Zackari driver även flera poddar. Sedan 2017 har hon podden I nöd och lyft tillsammans med sin make. Podden kretsar kring träning och finns även som webbserie. Sedan 2018 driver hon podden Brita & Parisa tillsammans med Parisa Amiri där duon bland annat diskuterar populärkultur. Tillsammans med Kakan Hermansson har hon även podden Ofult hemma, som startades 2022.
År 2020 var hon, tillsammans med Felix Sandman och Farah Abadi, programledare för Musikhjälpen. År 2021 var hon för andra året i rad programledare för insamlingen, denna gång tillsammans med Oscar Zia och Anis Don Demina som mot slutet ersattes av Kodjo Akolor och Linnea Henriksson.

### Privatliv
Sedan 2011 är hon gift med Kalle Zackari Wahlström. Tillsammans har de en dotter född 2016 och en son född 2019.